# Lê Thành Nghị
Lê Thành Nghị (sinh năm 1946) là nhà thơ, nhà phê bình văn học Việt Nam, được tặng Giải thưởng Nhà nước về Văn học Nghệ thuật năm 2012. Ông là Đại tá Quân đội nhân dân Việt Nam, đã từng làm Phó Tổng biên tập tạp chí Văn nghệ Quân đội.  

## Tiểu sử
Lê Thành Nghị sinh ngày 31 tháng 12 năm 1946 ở xã Tân Lộc, huyện Can Lộc, tỉnh Hà Tĩnh.  
Hồi học phổ thông, Lê Thành Nghị đã từng đoạt giải trong kỳ thi học sinh giỏi văn toàn miền Bắc các năm 1965, 1966. Sau đó ông học và tốt nghiệp xuất sắc khoa Ngữ văn, Trường Đại học Tổng hợp Hà Nội và trở thành một cán bộ nghiên cứu văn học của Viện Văn học. Đầu năm 1972, Lê Thành Nghị gia nhập quân đội tại Bộ Tư lệnh Thông tin liên lạc. Năm 1973, ông về tạp chí Văn nghệ Quân đội. Tại đây, năm 1977, ông được cử sang Liên Xô (cũ) làm nghiên cứu sinh, bảo vệ thành công luận án phó tiến sĩ (sau này là tiến sĩ) tại Trường Đại học Tổng hợp Lômônôxốp (năm 1981) rồi lại về làm việc tiếp tại tạp chí Văn nghệ Quân đội, làm biên tập viên, Trưởng ban rồi Phó Tổng biên tập Tạp chí Văn nghệ Quân đội đến khi nghỉ hưu vào năm 2008 với quân hàm Đại tá.
Ông đã từng đảm nhận vị trí Phó Chủ tịch Hội đồng lý luận phê bình - Hội Nhà văn Việt Nam khóa VII.
Ông là đảng viên Đảng Cộng sản Việt Nam; hội viên Hội Nhà văn Việt Nam từ năm 1990.   
Hiện ông sống tại Hà Nội.   

## Sự nghiệp
Lê Thành Nghị vừa làm thơ vừa viết lý luận phê bình.
Về thơ, đến nay Lê Thành Nghị đã xuất bản 8 tập thơ. “Hoa vàng mấy độ” (Nhà xuất bản Hội Nhà văn, 2024) là tập thơ mới nhất của ông.
Ông là người nặng lòng với đất nước, quê hương, với nỗi niềm xứ sở. Trong 192 bài thơ, được ông chọn vào “Lê Thành Nghị tuyển tập” có 15 bài ông viết về quê hương Hà Tĩnh. Đó là “Chợ huyện”, “Mưa qua Truông Vùn”, “Mùa hoa xoan”, “Sông Nghèn gặp lại”, “Rượu quê”, “Miền đất quê hương”, “Trăng Tiên Điền”, “Thị trấn có con đường nhỏ”, “Về thăm quê”, “Về lại Tiên Điền”, “Nhớ Hương Sơn”, “Sau lưng là Hồng Lĩnh”, “Vô thức Ngã ba Đồng Lộc”, “Miền cỏ dại”, “Về quê”...
Lê Thành Nghị là người được đào tạo để làm công tác lý luận phê bình văn học. Nhiều năm ông đảm nhiệm công tác lý luận phê bình văn học của tạp chí Văn nghệ Quân đội và của Hội Nhà văn Việt Nam. Ông đã có năm tập sách về thể loại này: Văn học, sáng tạo và tiếp nhận (1995), Trước đèn thơ (2005), Còn lại sau ngôn từ (2014); Bóng người trong bóng núi (2017); Cây vườn thức với gió (2021).
Trong con người Lê Thành Nghị có cả nhà thơ và cả nhà nghiên cứu lý luận phê bình. Thơ cần lãng mạn, bay bổng; lý luận phê bình lại đòi hỏi triết luận, tính khoa học, khúc chiết... Lê Thành Nghị đã giữ được cân bằng nhờ sự điềm tĩnh trong tâm hồn, điềm đạm khi suy tư, kể cả sự cập nhật tri thức, thế cuộc. Ông có lẽ là người “hiếm hoi” đạt được thành tựu ở cả hai lĩnh vực: sáng tác thơ và nghiên cứu lý luận phê bình. Ông đã ba lần được giải thưởng Hội Nhà văn Việt Nam (các năm 2000, 2004, 2017), trong đó năm 2017 là Tiểu luận - phê bình ''Bóng người trong bóng núi''; ba lần được Giải thưởng Bộ Quốc phòng (các năm 1998, 2009, 2020); Giải thưởng Hội đồng lý luận năm 2019 về lý luận phê bình.
Năm 2012, ông được tặng Giải thưởng Nhà nước về Văn học Nghệ thuật với cụm tác phẩm: Mùa không gió (tập thơ); Mưa trong thành phố (tập thơ).

## Tác phẩm chính

### Thơ
- Rừng tràm cuối mùa đông (1986)
- Mưa trong thành phố (1999)
- Mùa không gió (2003)
- Mưa trong thành phố (thơ tái bản, có bổ sung, 2003)
- Sông trôi không lời (2010)
- Khoảng giữa những giọt sương (2016)
- Trong tĩnh tại & 100 sátna (2018)
- Hoa vàng mấy độ (2024).

### Tiểu luận, phê bình
- Văn học sáng tạo và tiếp nhận (1997)
- Trước đèn… thơ (2005)
- Còn lại sau ngôn từ (2014)
- Bóng người trong bóng núi (2017)
- Cây vườn thức với gió (2021)

## Vinh danh
- Giải thưởng Nhà nước về Văn học Nghệ thuật năm 2012

### Giải thưởng văn học
- Giải thưởng Bộ Quốc phòng (1998) cho tập Văn học, sáng tạo và tiếp nhận.
- Giải thưởng Hội Nhà văn Việt Nam (2000, 2004) cho các tập Mưa trong thành phố và Mùa không gió.
- Giải thưởng Bộ Quốc phòng (2009).
- Giải thưởng Hội Nhà văn Việt Nam 2017 cho tập tiểu luận phê bình “Bóng người trong bóng núi”.
- Giải thưởng Hội đồng lý luận năm 2019.
- Giải thưởng Bộ Quốc phòng 2020.